# Nedodirljivi (1987.)
Nedodirljivi (eng. The Untouchables) je film  Briana De Palme iz 1987. zasnovan na istoimenoj ABC-ovoj televizijskoj seriji, koja se sama temeljila na autobiografskim zapisima  Eliota Nessa o njegovim pokušajima da uhvati Al Caponea. Scenarij je adaptirao David Mamet, a u glavnim ulogama pojavili su se Kevin Costner kao Ness, Sean Connery kao irsko-američki policajac čvrste ruke James Malone i Robert De Niro kao Capone. Connery je dobio Oscara za najboljeg sporednog glumca. Film je postao hit, zaradivši preko 76 milijuna dolara u Americi.
Film, kao i televizijska serija, opisuje ulogu Nessa i njegovih ljudi u hvatanju Al Caponea (najviše njegovo sudjelovanje na suđenju Caponeu zbog neplaćanja poreza).

## Radnja
Prohibicija je u SAD-u dovela do masovnog vala organiziranog kriminala u dvadesetima i tridesetima. Mnoge bande krijumčare ogromne količine alkohola i bogate se putem nasilja i iznude. Najveći je problem Chicago, gdje vođa najveće kriminalne organizacije Al Capone prodaje niskokvalitetni alkohol po visokim cijenama. Agent ministarstva financija Eliot Ness angažiran je za vođu rata protiv Caponea i njegovog carstva. Prve racije propadaju zbog korumpiranih policajaca.
Ness moli za pomoć Jima Malonea, nepotkupljivog policajca podrijetlom iz  Irske. Malone savjetuje Nessu da okupi ekipu sastavljenu od novaka s policijske akademije kako bi se osigurali kako ih nitko neće odati Caponeu. Vježbenik talijanskog podrijetla, George Stone (prije Giuseppe Petri), angažiran je zbog svojih streljačkih vještina. Zajedno s knjigovođom Oscarom Wallaceom koji je Nessu poslan iz Washingtona, Ness je formirao novu ekipu koja bi se trebala obračunati s Caponeom.
Prvu raciju obavljaju u lokalnoj pošti, u čijem se skladištu skriva alkohol. Skladište ostaju nedirnuto kako ne bi isprovocirali Caponea i njegovu organizaciju. Racija uspijeva bez ijednog ubijenog. Wallace kaže Nessu kako Capone nije prijavio porez na dohodak od 1926. To je jedna od mogućih optužbi kojom bi mogli teretiti Caponea.
Tijekom racije na  kanadskoj granici, Ness zarobljava jednog od Caponeovih računovođa, Georgea. Uspijevaju ga uvjeriti da im preda dokaze protiv Caponea. Međutim, dok ga je Wallace vodio prema autu, Caponeov plaćenik Nitti ubija obojicu. Ovo ostavlja Nessa bez uvjerljivih dokaza protiv Caponea. Malone kaže Nessu da uvjeri tužitelja da ne odustaje od slučaja dok ne nađu nekog drugog Caponeova knjigovođu. Saznaje za Paynea, drugog knjigovođu, od korumpiranog šefa policije.
Iste noći Nitti ranjava Malonea u njegovoj kući. Ness i Stone stižu i pronalaze ga u kritičnom stanju. Na samrti, Malone kaže dvojicu o Payneovom skorom odlasku iz Chicaga vlakom. Upita Nessa: "Što ćeš... napraviti!", prije nego što je izgubio svijest. Ness i Stone stižu na željeznički kolodvor u Chicagu i pronalaze Paynea okruženog gangsterima. Nakon žestoke pucnjave, dvojica uspijevaju ubiti sve gangstere i uhvatiti Paynea živog.
Payne svjedoči na sudu protiv Caponea, priznavši kako mu je pronevjerio 1,3 milijuna dolara u zadnjih pet godina. Ness primjećuje da Nitti nosi pištolj u sudnici. Izvodi ga iz sudnice zajedno sa sudskim službenikom, ali otkriva kako Nitti ima pravo nošenja oružja. Međutim, Ness shvaća da je Nitti ubio Malonea kad je vidio kutiju šibica sa svojom adresom na njoj. Nitti odlazi na krov zgrade i započinje nova pucnjava. Konačno, Nitti je uhvaćen i bačen sa zgrade, nakon čega pada na auto. U sudnici Stone pokazuje Nessu dokument iz Nittijeve jakne koji dokazuje kako je Capone podmitio porotu. Ness uspijeva prisiliti suca (koji je također na Caponeovoj platnoj listi) da zamijeni porotu. Capone je osuđen na 11 godina zatvora.
Ness pakira svoj ured u Chicagu. Ugleda privjesak s likom svetog Jude koji je Malone nosio godinama. Ness ponudi Stoneu privjesak rukujući se s njim. "Htio bi da ga nosi policajac", kaže Ness, jer je Juda zaštitnik policajaca. Na ulici, novinar pokušava dobiti izjavu od čovjeka koji je zatvorio Caponea, ali Ness samo napominje kako je samo bio tamo "kad se kolo počelo okretati". Kad je novinar spomenuo prohibiciju, koja bi trebala biti ukinuta, upita Nessa što će on tada raditi. Ness kaže, "Mislim da ću nešto popiti."

## Glumci
- Kevin Costner - Eliot Ness
- Sean Connery - Jim Malone
- Charles Martin Smith - agent Oscar Wallace
- Andy Garcia - agent George Stone
- Robert De Niro - Al Capone
- Richard Bradford - načelnik policije Mike Dorsett
- Jack Kehoe - Walter Payne
- Billy Drago - Frank Nitti

## Nagrade i nominacije
- Oscar za najbolju sporednu ulogu - Sean Connery
- Nominacija za Oscara za najbolji dizajn kostima - Marilyn Vance
- Nominacija za Oscara za glazbu - Ennio Morricone
- Nominacija za Oscara za najbolju umjetničku režiju i dekoraciju seta - Patrizia von Brandenstein, William A. Eliott i Hal Gausman

## Vanjske poveznice
- Nedodirljivi u internetskoj bazi filmova IMDb-a
- The "Untouchables" Rotten Tomatoes Page